# 冲绳县旗
冲绳县旗（日语：／ Okinawa ken ki）
冲绳县旗是日本的47面都道府县旗之一。该条目是对冲绳县旗以及冲绳县章（日语：／ Okinawa ken ki）的解说。

## 概要
1969年，日美首脑会议上美国政府做出了移交沖繩政權的决定。从此，开始进行县章的征集工作。1972年5月15日，冲绳举行交接仪式，同日的第3号县告示上在186件设计方案中选出了县章的决定方案。外圆表示海洋，中间白色的圆是“Okinawa”的第一个字母“O”，同时，“O”也象征着县民生活的和谐，内圆则表示冲绳在全球局势下不断发展与进步的可能性。
县旗于1972年10月13日在第135号县告示上制定。县旗的底色是白色的，中央配有红色的县章。至于这样设计的具体理由，冲绳政府并没有做出特定的说明。

## 脚注
1. ↑  . 沖縄県. （原始内容存档于2012-02-17） （日语）.
2. ↑  . 沖縄県. （原始内容存档于2012-02-17） （日语）.